# یوکو ناکازاوا
یوکو ناکازاوا (انگلیسی: Yuko Nakazawa؛ زادهٔ ۱۹ ژوئن ۱۹۷۳) موسیقی‌دان اهل ژاپن است.